# Leichtathletik-Weltmeisterschaften 2015/Teilnehmer (Laos)
| Gelbes Symbol für Goldmedaillen mit stilisierten Olympischen Ringen | Graues Symbol für Silbermedaillen mit stilisierten Olympischen Ringen | Braundes Symbol für Bronzemedaillen mit stilisierten Olympischen Ringen |
| ------------------------------------------------------------------- | --------------------------------------------------------------------- | ----------------------------------------------------------------------- |
| —                                                                   | —                                                                     | —                                                                       |

Der Leichtathletikverband Laos’ nominierte einen Athleten für die Leichtathletik-Weltmeisterschaften 2015 in der chinesischen Hauptstadt Peking.

## Ergebnisse

### Männer

#### Laufdisziplinen
| Athlet         | Disziplin    | Vorlauf | Vorlauf | Halbfinale         | Halbfinale         | Finale             | Finale             |
| Athlet         | Disziplin    | Zeit    | Platz   | Zeit               | Platz              | Zeit               | Platz              |
| -------------- | ------------ | ------- | ------- | ------------------ | ------------------ | ------------------ | ------------------ |
| Xaysa Anousone | 110 m Hürden | 14,74 s | 37      | nicht qualifiziert | nicht qualifiziert | nicht qualifiziert | nicht qualifiziert |